# كريستيان كومبتون
كريستيان كومبتون هو محامي وضابط وقاضي وسياسي أمريكي، ولد في 24 أكتوبر 1929 في آشلاند (فرجينيا) في الولايات المتحدة، وتوفي في 9 أبريل 2006 في ريتشموند في الولايات المتحدة.